# Стрельба из лука на летних Олимпийских играх 1920
Соревнования по стрельбе из лука на летних Олимпийских играх 1920 проходили только среди мужчин.

## Общий медальный зачёт
| Место | Страна     | Золото | Серебро | Бронза | Всего |
| ----- | ---------- | ------ | ------- | ------ | ----- |
| 1     | Бельгия    | 8      | 4       | 2      | 14    |
| 2     | Франция    | 1      | 4       | 1      | 6     |
| 3     | Нидерланды | 1      | 0       | 0      | 1     |

## Медалисты
| Дисциплина                                      | Золото | Серебро | Бронза |
| ----------------------------------------------- | --- | --- | --- |
| Неподвижная мишень «Большая птица»              | Эдмон Клэтен Бельгия | Луи ван де Перк Бельгия | Фирмин Фламан Бельгия |
| Неподвижная мишень «Большая птица» среди команд | Бельгия · Эдмон Клэтен · Луи ван де Перк · Фирмин Фламан · Эдмонд ван Мур · Жозеф Эрман · Огюст ван де Верр                                        | Не присуждалась | Не присуждалась |
| Неподвижная мишень «Малая птица»                | Эдмонд ван Мур Бельгия | Луи ван де Перк Бельгия | Жозеф Эрман Бельгия |
| Неподвижная мишень «Малая птица» среди команд   | Бельгия · Эдмон Клэтен · Луи ван де Перк · Фирмин Фламан · Эдмонд ван Мур · Жозеф Эрманs · Огюст ван де Верр                                       | Не присуждалась | Не присуждалась |
| Подвижная мишень, 50 метров                     | Жюльен Брюле Франция | Хуберт ван Иннис Бельгия | Не присуждалась |
| Подвижная мишень, 50 метров среди команд        | Бельгия · Альфонс Аллэ · Хуберт ван Иннис · Эдмон де Книббер · Луи Делькон · Жером де Маэер · Пьер ван Тильт · Луи Фьерен · Луи ван Бек            | Франция · Жюльен Брюле · Леонс Квентин · Паскаль Фовель · Эжен Гризо · Эжен Рише · Артур Мабеллон · Леон Эпин · Поль Лерой              | Не присуждалась |
| Подвижная мишень, 33 метра                      | Хуберт ван Иннис Бельгия | Жюльен Брюле Франция | Не присуждалась |
| Подвижная мишень, 33 метра среди команд         | Бельгия · Альфонс Аллэ · Хуберт ван Иннис · Эдмон де Книббер · Луи Делькон · Жером де Маэер · Пьер ван Тильт · Луи Фьерен · Луи ван Бек            | Франция · Жюльен Брюле · Леонс Квентин · Паскаль Фовель · Эжен Гризо · Эжен Рише · Артур Мабеллон · Леон Эпин · Поль Лерой              | Не присуждалась |
| Подвижная мишень, 28 метров                     | Хуберт ван Иннис Бельгия | Леонс Квентин Франция | None awarded |
| Подвижная мишень, 28 метров среди команд        | Нидерланды · Пит де Браувер · Дрикске ван Бюссел · Йо ван Гастел · Тист ван Гестел · Янус ван Мерринбур · Йоэп Пакбирс · Янус Теувес · Тео Виллемс | Бельгия · Альфонс Аллэ · Хуберт ван Иннис · Эдмон де Книббер · Луи Делькон · Жером де Маэер · Пьер ван Тильт · Луи Фьерен · Луи ван Бек | Франция · Жюльен Брюле · Леонс Квентин · Паскаль Фовель · Эжен Гризо · Эжен Рише · Артур Мабеллон · Леон Эпин · Поль Лерой |